# Brittiska Nordamerika
Brittiska Nordamerika är den sammanfattande benämningen på det brittiska kolonialväldet i Nordamerika. Vid den amerikanska revolutionens utbrott år 1775 bestod det Brittiska imperiet av tjugo besittningar norr om Mexiko. Storbritannien överlät Öst- och Västflorida till Spanien genom Parisavtalet år 1783, som innebar slutet för revolutionen. Spanien sålde sedan Florida till Förenta Staterna år 1819. Alla utom en av de återstående besittningarna från Brittiska Nordamerika slogs samman mellan åren 1867 och 1873 och bildade Dominion of Canada. Newfoundland anslöt sig till Kanada år 1949.

## Lista över besittningarna år 1763
De tretton kolonierna som bildade det ursprungliga USA:
- Provinsen Massachusetts Bay
- Provinsen New Hampshire
- Rhode Island-kolonin och Providence-kolonin
- Connecticut-kolonin
- Provinsen New York
- Provinsen New Jersey
- Provinsen Pennsylvania
- Delaware-kolonin
- Provinsen Maryland
- Virginia-kolonin
- Provinsen North Carolina
- Provinsen South Carolina
- Provinsen Georgia

Besittningar som nu är en del av Kanada:
- Nova Scotia
- Newfoundlandkolonin
- Quebec
- Prince Edward Island (känd som Island of S:t John tills 1798)
- Ruperts land

Andra besittningar som till slut blev en del av de Förenta Staterna:
- Östflorida
- Västflorida

## Besittningar efter den amerikanska revolutionen
- Ruperts Land (1670-1870)
- Nova Scotia (1713-1867)
- New Brunswick (1784-1867)
- Kap Bretonön (1784-1821)
- Prince Edward Island (1769-1873)
- Quebec (1763-1791)
- Newfoundlandkolonin (1583-1907) (blev dominion)
- Övre Kanada (1791-1840)
- Nedre Kanada (1791-1840)
- Provinsen Kanada (1840-1867)
- Vancouver Island (1849-1866)
- British Columbia-kolonin (1858-1871)
- Nordvästra territoriet (1859-1870)
- Stikine Territory (1862-1863)